# 法伦霍尔特号驱逐舰 (DD-491)
法伦霍尔特号驱逐舰（英語：USS Farenholt，舷号：DD-491），是美国海军于第二次世界大战期间建造的一艘本森级驱逐舰，其舰名取自南北战争与美西战争时期的奥斯卡·沃尔特·法伦霍尔特少将。该舰于战争期间长期担任第12驱逐舰中队下属第23驱逐舰分队旗舰，在太平洋执行了大量任务，因时常作为领舰带队进入战场，她也享有“舰队内作为首舰加入任务次数最多舰艇”的荣誉。
法伦霍尔特号驱逐舰由少将的曾孙女N·L·加兰（N. L. Garland）女士冠名，于1940年12月11日在纽约州伯利恒斯塔滕岛造船厂铺设龙骨，随后于1941年11月19日下水，1942年4月2日，该舰在纽约海军造船厂正式服役。

## 设计与装备
早期本森级驱逐舰的船体与辛姆斯级驱逐舰相似，但尺寸的提升使得该舰可额外负载50至60吨。为避免局部受损导致全舰瘫痪，本森级配备了两套锅炉与烟囱系统，为该级明显特征。由于2,100吨新型驱逐舰弗莱彻级产量不及预期，随着战争的临近，本森级于1940年12月再次投产，法伦霍尔特号即属于该批复产舰船。该舰建造时解决了部分早期班森级驱逐舰反映出的问题，拆除了后鱼雷发射管和3号主炮塔并装备了1座四联装1.1英寸加农炮。随着战争的进行，该舰防空火力也获得了提升，1.1英寸加农炮被替换为博福斯40毫米高射炮，厄利孔20毫米机炮数量也有所增加。

## 服役历史

### 1942年
1942年7月1日，法伦霍尔特号自加利福尼亚州圣迭戈出发前往汤加塔布岛，参加18日至23日于该地展开的炮击训练。随后，她作为第12驱逐舰中队旗舰加入胡蜂号航空母舰所在特遣舰队，协助舰队轰炸瓜达尔卡纳尔岛以掩护海军陆战队登岛作战。9月3日至8日，她前往努美阿补给，随后护送圣灵岛的增援船队前往瓜达尔卡纳尔岛。15日，法伦霍尔特号前往一艘被战斗机击沉的日军侦查船残骸搜集情报，胡蜂号被日本潜艇伊-19号重创后，她立即返航参与搜救并救起包括舰队指挥官在内的143名航母幸存者，次日，她启程运送这些幸存者前往圣灵岛。此后，她护送占领舰队前往富纳富提，10月6日，她返回圣灵岛加入拦截东京快车的舰队。11日至12日夜，舰队遭遇五藤存知海军少将指挥的日本舰队，双方爆发埃斯佩兰斯海角海战，期间法伦霍尔特号被多枚炮弹命中，造成舰上3人阵亡，43人负伤，舰艇前部完全断电，前锅炉室、绘图室、医务室和军官办公室受损进水，整舰向右舷偏斜9度。13日，她依靠自身动力抵达圣灵岛。

### 1943年
在珍珠港完成修复后，法伦霍尔特号于1943年3月3日返回圣灵岛，参加新赫布里底群岛附近海域的护航与训练任务。4月3日，她离开该地前往所罗门群岛继续其护航任务，6日夜，她在隆嘉角附近与日军轰炸机群交火，次日，她在海雀海峡以东海域护送6艘船只时又遭到了来自14架鱼雷轰炸机的攻击并取得了击落至少1架敌机的战果。她随后返回圣灵岛补给和训练。30日，她加入了往返圣灵岛与所罗门群岛船团的护航舰队。6月30日，为了掩护伦多瓦岛登岛部队跨越海峡，法伦霍尔特号对位于新乔治亚岛蒙达的岸炮发动了炮击。当天晚些时候，日本鱼雷轰炸机群对正在撤退的法伦霍尔特号等7艘驱逐舰及其护送的突击舰队发动了空袭。期间，法伦霍尔特号通过机动规避了左舷方向2架鱼雷轰炸机投下的鱼雷，但此时第3架战机已经进入该舰主炮安全引信范围，舰长只能下令通过右满舵规避，此后不久，舰桥、绘图室等区域均感受到明显震动，但该枚鱼雷没有起爆，仅造成舰艏2座炮塔继电器跳闸短暂断电。先前从法伦霍尔特号舰艉经过的鱼雷随后击沉麦考利号攻击运输舰，该舰随即返回救起了包括舰队指挥官里士满·K·特纳少将在内的一些幸存者。此后直至7月16日，她都活跃于舰队护航和沿岸炮击任务中，协助美军在新乔治亚岛上建立更多登陆据点。
在圣灵岛短暂停留补给后，她开始以该岛与埃法特岛为据点往返努美阿和瓜达尔卡纳尔岛航线执行护航和巡逻任务并护送运输船前往维拉拉维拉岛。10月，她造访澳大利亚悉尼并于当地停留6天。29日，她抵达珀维斯湾，2天后，她又加入航母突击舰队护航编队，协助盟军在布干维尔岛东北角发起第一轮登陆攻势并在布卡岛和拉包尔等地发动空袭。此后直至年末，法伦霍尔特号主要于布干维尔岛、新不列颠、奥古斯塔皇后湾、肖特兰群岛等地执行护航、侦查扫荡、炮击等任务。

### 1944年
1944年1月至2月，法伦霍尔特号继续执行其去年年末的任务。2月14日，她前往绿岛支援美军登陆并在随后敌军俯冲轰炸机群发动的空袭中击落至少一架敌机。17日至18日夜，她所在的中队经由圣乔治海峡突袭拉包尔和布兰奇湾，击沉2艘商船并破坏了部分岸上设施。25日，中队又对卡维恩发动袭击，期间遭到岸防设施猛烈还击，法伦霍尔特号右舷舯部水线被击穿，后部锅炉室开始进水。损管小组及时介入成功阻止蒸汽失压，保证舰船电力供应正常，使得该舰在受创后仍能继续战斗并击毁2座敌方炮台。她随后放弃炮击航路的第三阶段作战任务，在退出敌方火炮射程后开始紧急维修，布坎南号驱逐舰暂时接任旗舰。战斗结束后，法伦霍尔特号驶往珀维斯湾进行紧急维修并返回马雷岛海军造船厂大修。
6月16日，法伦霍尔特号启程前往珍珠港参加短期训练，随后于7月21日抵达关岛护送运输船队和突击舰队。8月10日，她启程返航并于13日抵达埃内韦塔克环礁，为之后在帕劳的占领行动备战。9月，她为美军在帕劳群岛和菲律宾南部的进攻行动提供支援，先后在摩罗泰岛和昂奥尔州等地掩护登陆行动、轰炸位于棉兰老岛的雷达站、在航空母舰侦查打击马尼拉、莱特湾、萨马岛等地时提供护航掩护。9月28日至10月13日，她在马努斯岛完成补给，随后返回航母舰队参加美军于20日在莱特湾展开的突击登陆作战。21日，法伦霍尔特号完成油料补给，与同中队舰只一起启程前往乌利西环礁，随后她们于24日被召回参加莱特湾海战关键战役，护送本月早些时候于台湾海域受创的堪培拉号重巡洋舰和休斯敦号轻巡洋舰返回乌利西，该编队于27日抵达目的地。此后直至1945年5月5日，第12驱逐舰中队一直负责加罗林群岛和马里亚纳群岛的护航与巡逻任务，法伦霍尔特号则作为乌利西环礁和科索尔航道的驻地舰，护送船只前往泊位和集合点。

### 1945年及战后
1945年5月8日，法伦霍尔特号启程前往冲绳，6月，她在周边各岛屿执行巡逻、护航、搜寻坠机飞行员和沉船幸存者、炮击岸上设施、掩护航空母舰空袭神风特攻队机场驻地等任务。6月19日，她抵达圣佩德罗湾，为空袭日本本岛的航空母舰提供后勤支援。7月28日，她返回冲绳执行护航任务。9月22日，她护送一支美国陆军部队前往琉球群岛和先岛群岛接受日本驻军投降。10月20日至31日，她又执行了一次自中城湾至佐世保市的护航任务，随后启程返回美国本土。
12月8日，法伦霍尔特号抵达南卡罗来纳州查尔斯顿。1946年4月26日，该舰正式退役，加入美国海军预备役舰队。1971年6月，法伦霍尔特号自美国海军除籍，后于1972年11月出售拆解。

## 荣誉
法伦霍尔特号于第二次世界大战中共获得13枚战斗之星：
| 战役或行动                   | 日期（包含期间各任务段）      |
| ---------------------------- | ----------------------------- |
| 瓜达尔卡纳尔岛、图拉吉岛登陆 | 1942年8月7日至9日             |
| 埃斯佩兰斯海角海战           | 1942年10月11日至12日          |
| 巩固所罗门群岛南部防线       | 1943年4月7日至5月13日         |
| 新乔治亚岛海域舰队任务       | 1943年6月30日至7月12日        |
| 布干维尔岛海域系列行动       | 1943年11月1日至12月5日        |
| 巩固所罗门群岛北部防线       | 1943年12月27日至1944年1月13日 |
| 俾斯麦群岛海域系列行动       | 1944年2月15日至25日           |
| 攻占关岛                     | 1944年7月21日至8月10日        |
| 加罗林群岛西部海域系列行动   | 1944年9月6日至10月14日        |
| 摩罗泰岛登陆                 | 1944年9月15日                 |
| 袭击吕宋岛                   | 1944年12月14日至16日          |
| 支援冲绳战役                 | 1945年3月16日至6月30日        |
| 第三舰队对日作战行动         | 1945年7月10日至27日           |

## 历任舰长
| 姓名       | 译名                   | 军衔 | 任职时间                   |
| ---------- | ---------------------- | ---- | -------------------------- |
|            | 尤金·特雷费森·西沃德   | 中校 | 1942年4月2日               |
|            | 奥尔康·古斯塔夫·贝克曼 | 少校 | 1943年7月17日              |
|            | 肯尼斯·悉尼·舒克       | 中校 | 1944年2月2日               |
|            | 贝里亚·马戈芬三世      | 中校 | 1944年12月16日             |
|            | 考特尼·罗斯威尔·谢尔登 | 上尉 | 1946年1月29日              |
|            | 维克托·博纳德·格拉夫   | 中校 | 1946年3月1日-1946年4月26日 |
| 参考文献： |                        |      |                            |